# Dendrophilacris occidentalis
Dendrophilacris occidentalis är en insektsart som beskrevs av Marius Descamps 1980. Dendrophilacris occidentalis ingår i släktet Dendrophilacris och familjen gräshoppor. Inga underarter finns listade i Catalogue of Life.